# Maciej Stolarczyk
Maciej Paweł Stolarczyk (ur. 15 stycznia 1972 w Słupsku) – polski piłkarz grający na pozycji obrońcy, reprezentant Polski, trener i komentator Polsatu Sport

## Kariera zawodnicza
Dysponujący dobrymi warunkami fizycznymi (184 cm wzrostu i 84 kg wagi) zawodnik swoją karierę rozpoczynał w klubie Gryf Słupsk. W 1990 przeniósł się do Pogoni Szczecin, gdzie spędził najdłuższy okres w swojej piłkarskiej karierze, zaliczając 219 występów ligowych i strzelając dziewięć bramek w I i II lidze. W barwach Pogoni zadebiutował w ekstraklasie 8 sierpnia 1992 w meczu przeciwko Ruchowi Chorzów.
Przed sezonem 1999/2000 przeniósł się do Widzewa Łódź. W 2002 zmienił barwy klubowe na Wisłę Kraków. Z klubem tym zdobył trzy mistrzostwa Polski.
24 czerwca 2007 podpisał kontrakt do końca czerwca 2009 z zespołem wicemistrza Polski, GKS Bełchatów.
W reprezentacji Polski zadebiutował u selekcjonera Henryka Apostela 10 grudnia 1994 w Rijadzie w meczu towarzyskim z Arabią Saudyjską. W drużynie narodowej rozegrał do 2005 osiem spotkań.

### Sukcesy
Wisła Kraków
- Mistrzostwo Polski: 2002/2003, 2003/2004, 2004/2005
- Puchar Polski: 2002/03

## Kariera trenerska
Od czerwca 2009 pracował jako trener – wraz z Leszkiem Pokładowskim prowadził zespół rezerw Pogoni Szczecin. Od jesieni 2009 prowadził drużynę juniorów starszych Pogoni. W sierpniu 2010 zastąpił Piotra Mandrysza na stanowisku pierwszego trenera Pogoni (wcześniej był asystentem). 9 listopada 2010 został zwolniony.
Od 19 marca 2013 do 18 grudnia 2014 znów pełnił funkcję asystenta trenera Pogoni – najpierw Dariusza Wdowczyka, a potem Jána Kociana. Poprowadził w kilku meczach zespół w zastępstwie Wdowczyka. 27 stycznia 2015 został p.o. dyrektora sportowego klubu po odejściu Grzegorza Smolnego. 14 czerwca 2018 klub zakończył współpracę ze Stolarczykiem. W latach 2014–2017 pracował w PZPN jako trener młodzieży.
18 czerwca 2018 został zaprezentowany jako nowy trener Wisły Kraków. Jego asystentami zostali Kazimierz Kmiecik, Radosław Sobolewski i Mariusz Jop. 14 listopada 2019 został zwolniony po ośmiu z rzędu porażkach. Jego następcą został Artur Skowronek. 
Decyzją zarządu PZPN od 1 marca 2020 trenować miał reprezentancję Polski U-19, jednak nie zdążyła ona zagrać pod jego wodzą ani razu. Został następnie mianowany opiekunem drużyny U-17, jednak jej również nie poprowadził w żadnym spotkaniu. 15 października 2020 został ogłoszony selekcjonerem drużyny U-21.